# Lista de pinturas de Benedito Calixto no Museu Paulista

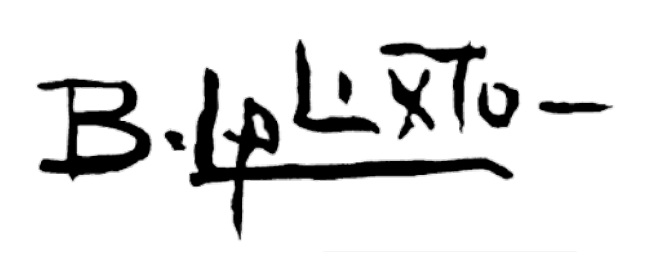
Assinatura de Benedito Calixto.

Esta é uma lista de pinturas de Benedito Calixto de Jesus disponíveis no acervo do Museu Paulista. Benedito Calixto foi um artista brasileiro, nascido na cidade de Itanhaém (antiga Conceição de Itanhaém), localizada na Baixada Santista no estado de São Paulo, no ano de 1853. Ele faleceu na cidade de São Paulo, em 1927. No final de século XIX e início do século XX, foi considerado ao lado de Almeida Júnior, Pedro Alexandrino e Oscar Pereira da Silva como um dos grandes influenciadores das artes plásticas do cenário paulista.
Calixto trabalhou sob encomenda do diretor do Museu Paulista, Afonso d'Escragnolle Taunay, especialmente na reprodução em pinturas de fotografias de Militão Augusto de Azevedo. As imagens no acervo do Museu Paulista, que compõem a Coleção Benedito Calixto de Jesus (CBCJ), retratam paisagens urbanas da cidade de São Paulo, da Baixada Santista e de cidades do interior do estado de São Paulo. Dentre os quadros de destaque na coleção do Museu Paulista estão "Inundação da Várzea do Carmo, 1892", em que Benedito Calixto registra o limite industrial de São Paulo, destacando edificações associadas à indústria do café. Esse quadro, assim como outros desse pintor, é considerado um "verdadeiro documento de época".

## Lista de pinturas
| Imagem | Informações técnicas | Ano de criação   | Versão audível | Ref    |
| --- | --- | ---------------- | -------------- | ------ |
| & Erro de expressão: Palavra " imagem " não reconhecida Erro de expressão: Palavra " imagem " não reconhecida Erro de expressão: Palavra " imagem " não reconhecida Erro de expressão: Palavra " imagem " não reconhecida Erro de expressão: Palavra " imagem " não reconhecida Erro de expressão: Palavra " imagem " não reconhecida Erro de expressão: Palavra " imagem " não reconhecida Erro de expressão: Palavra " imagem " não reconhecida Erro de expressão: Palavra " imagem " não reconhecida Erro de expressão: Palavra " imagem " não reconhecida Erro de expressão: Palavra " imagem " não reconhecida Erro de expressão: Palavra " imagem " não reconhecida Erro de expressão: Palavra " imagem " não reconhecida Erro de expressão: Palavra " imagem " não reconhecida Erro de expressão: Palavra " imagem " não reconhecida Erro de expressão: Palavra " imagem " não reconhecida . Erro de expressão: Palavra " imagem " não reconhecida | Antigo Páteo da Cadeia de Santos, 1875 Óleo sobre tela 41 x 60,3 cm                                                        | 1921             |                | [ 7 ]  |
| & Erro de expressão: Palavra " imagem " não reconhecida Erro de expressão: Palavra " imagem " não reconhecida Erro de expressão: Palavra " imagem " não reconhecida Erro de expressão: Palavra " imagem " não reconhecida Erro de expressão: Palavra " imagem " não reconhecida Erro de expressão: Palavra " imagem " não reconhecida Erro de expressão: Palavra " imagem " não reconhecida Erro de expressão: Palavra " imagem " não reconhecida Erro de expressão: Palavra " imagem " não reconhecida Erro de expressão: Palavra " imagem " não reconhecida Erro de expressão: Palavra " imagem " não reconhecida Erro de expressão: Palavra " imagem " não reconhecida Erro de expressão: Palavra " imagem " não reconhecida Erro de expressão: Palavra " imagem " não reconhecida Erro de expressão: Palavra " imagem " não reconhecida Erro de expressão: Palavra " imagem " não reconhecida . Erro de expressão: Palavra " imagem " não reconhecida | Cavalhadas em Campinas, 1846 Óleo sobre tela 80 x 100,5 cm                                                                 | 1920             |                | [ 8 ]  |
| & Erro de expressão: Palavra " imagem " não reconhecida Erro de expressão: Palavra " imagem " não reconhecida Erro de expressão: Palavra " imagem " não reconhecida Erro de expressão: Palavra " imagem " não reconhecida Erro de expressão: Palavra " imagem " não reconhecida Erro de expressão: Palavra " imagem " não reconhecida Erro de expressão: Palavra " imagem " não reconhecida Erro de expressão: Palavra " imagem " não reconhecida Erro de expressão: Palavra " imagem " não reconhecida Erro de expressão: Palavra " imagem " não reconhecida Erro de expressão: Palavra " imagem " não reconhecida Erro de expressão: Palavra " imagem " não reconhecida Erro de expressão: Palavra " imagem " não reconhecida Erro de expressão: Palavra " imagem " não reconhecida Erro de expressão: Palavra " imagem " não reconhecida Erro de expressão: Palavra " imagem " não reconhecida . Erro de expressão: Palavra " imagem " não reconhecida | Fazenda de Café do Vale do Paraíba Óleo sobre tela 70,5 x 100 cm                                                           | --               |                | [ 9 ]  |
| & Erro de expressão: Palavra " imagem " não reconhecida Erro de expressão: Palavra " imagem " não reconhecida Erro de expressão: Palavra " imagem " não reconhecida Erro de expressão: Palavra " imagem " não reconhecida Erro de expressão: Palavra " imagem " não reconhecida Erro de expressão: Palavra " imagem " não reconhecida Erro de expressão: Palavra " imagem " não reconhecida Erro de expressão: Palavra " imagem " não reconhecida Erro de expressão: Palavra " imagem " não reconhecida Erro de expressão: Palavra " imagem " não reconhecida Erro de expressão: Palavra " imagem " não reconhecida Erro de expressão: Palavra " imagem " não reconhecida Erro de expressão: Palavra " imagem " não reconhecida Erro de expressão: Palavra " imagem " não reconhecida Erro de expressão: Palavra " imagem " não reconhecida Erro de expressão: Palavra " imagem " não reconhecida . Erro de expressão: Palavra " imagem " não reconhecida | Fundação de São Vicente Óleo sobre tela 188 x 379 cm                                                                       | 1900             |                | [ 10 ] |
| & Erro de expressão: Palavra " imagem " não reconhecida Erro de expressão: Palavra " imagem " não reconhecida Erro de expressão: Palavra " imagem " não reconhecida Erro de expressão: Palavra " imagem " não reconhecida Erro de expressão: Palavra " imagem " não reconhecida Erro de expressão: Palavra " imagem " não reconhecida Erro de expressão: Palavra " imagem " não reconhecida Erro de expressão: Palavra " imagem " não reconhecida Erro de expressão: Palavra " imagem " não reconhecida Erro de expressão: Palavra " imagem " não reconhecida Erro de expressão: Palavra " imagem " não reconhecida Erro de expressão: Palavra " imagem " não reconhecida Erro de expressão: Palavra " imagem " não reconhecida Erro de expressão: Palavra " imagem " não reconhecida Erro de expressão: Palavra " imagem " não reconhecida Erro de expressão: Palavra " imagem " não reconhecida . Erro de expressão: Palavra " imagem " não reconhecida | Hospital e Igreja da Misericórdia de Santos Óleo sobre tela 45,5 x 67,1 cm                                                 | 1921             |                | [ 11 ] |
| & Erro de expressão: Palavra " imagem " não reconhecida Erro de expressão: Palavra " imagem " não reconhecida Erro de expressão: Palavra " imagem " não reconhecida Erro de expressão: Palavra " imagem " não reconhecida Erro de expressão: Palavra " imagem " não reconhecida Erro de expressão: Palavra " imagem " não reconhecida Erro de expressão: Palavra " imagem " não reconhecida Erro de expressão: Palavra " imagem " não reconhecida Erro de expressão: Palavra " imagem " não reconhecida Erro de expressão: Palavra " imagem " não reconhecida Erro de expressão: Palavra " imagem " não reconhecida Erro de expressão: Palavra " imagem " não reconhecida Erro de expressão: Palavra " imagem " não reconhecida Erro de expressão: Palavra " imagem " não reconhecida Erro de expressão: Palavra " imagem " não reconhecida Erro de expressão: Palavra " imagem " não reconhecida . Erro de expressão: Palavra " imagem " não reconhecida | Inundação da Várzea do Carmo, 1892 Óleo sobre tela 125 x 400 cm                                                            | 1892             |                | [ 12 ] |
| & Erro de expressão: Palavra " imagem " não reconhecida Erro de expressão: Palavra " imagem " não reconhecida Erro de expressão: Palavra " imagem " não reconhecida Erro de expressão: Palavra " imagem " não reconhecida Erro de expressão: Palavra " imagem " não reconhecida Erro de expressão: Palavra " imagem " não reconhecida Erro de expressão: Palavra " imagem " não reconhecida Erro de expressão: Palavra " imagem " não reconhecida Erro de expressão: Palavra " imagem " não reconhecida Erro de expressão: Palavra " imagem " não reconhecida Erro de expressão: Palavra " imagem " não reconhecida Erro de expressão: Palavra " imagem " não reconhecida Erro de expressão: Palavra " imagem " não reconhecida Erro de expressão: Palavra " imagem " não reconhecida Erro de expressão: Palavra " imagem " não reconhecida Erro de expressão: Palavra " imagem " não reconhecida . Erro de expressão: Palavra " imagem " não reconhecida | Ladeira do Colégio, 1860 (Ladeira do Palácio, Ladeira João Alfredo, Ladeira General Carneiro) Óleo sobre tela 50,2 x 65 cm | --               |                | [ 13 ] |
| & Erro de expressão: Palavra " imagem " não reconhecida Erro de expressão: Palavra " imagem " não reconhecida Erro de expressão: Palavra " imagem " não reconhecida Erro de expressão: Palavra " imagem " não reconhecida Erro de expressão: Palavra " imagem " não reconhecida Erro de expressão: Palavra " imagem " não reconhecida Erro de expressão: Palavra " imagem " não reconhecida Erro de expressão: Palavra " imagem " não reconhecida Erro de expressão: Palavra " imagem " não reconhecida Erro de expressão: Palavra " imagem " não reconhecida Erro de expressão: Palavra " imagem " não reconhecida Erro de expressão: Palavra " imagem " não reconhecida Erro de expressão: Palavra " imagem " não reconhecida Erro de expressão: Palavra " imagem " não reconhecida Erro de expressão: Palavra " imagem " não reconhecida Erro de expressão: Palavra " imagem " não reconhecida . Erro de expressão: Palavra " imagem " não reconhecida | Largo dos Remédios, 1862 Óleo sobre tela 47,5 x 63 cm                                                                      | setembro de 1918 |                | [ 14 ] |
| & Erro de expressão: Palavra " imagem " não reconhecida Erro de expressão: Palavra " imagem " não reconhecida Erro de expressão: Palavra " imagem " não reconhecida Erro de expressão: Palavra " imagem " não reconhecida Erro de expressão: Palavra " imagem " não reconhecida Erro de expressão: Palavra " imagem " não reconhecida Erro de expressão: Palavra " imagem " não reconhecida Erro de expressão: Palavra " imagem " não reconhecida Erro de expressão: Palavra " imagem " não reconhecida Erro de expressão: Palavra " imagem " não reconhecida Erro de expressão: Palavra " imagem " não reconhecida Erro de expressão: Palavra " imagem " não reconhecida Erro de expressão: Palavra " imagem " não reconhecida Erro de expressão: Palavra " imagem " não reconhecida Erro de expressão: Palavra " imagem " não reconhecida Erro de expressão: Palavra " imagem " não reconhecida . Erro de expressão: Palavra " imagem " não reconhecida | Largo e Matriz do Brás, 1862 Óleo sobre tela 49 x 64 cm                                                                    | agosto de 1918   |                | [ 13 ] |
| & Erro de expressão: Palavra " imagem " não reconhecida Erro de expressão: Palavra " imagem " não reconhecida Erro de expressão: Palavra " imagem " não reconhecida Erro de expressão: Palavra " imagem " não reconhecida Erro de expressão: Palavra " imagem " não reconhecida Erro de expressão: Palavra " imagem " não reconhecida Erro de expressão: Palavra " imagem " não reconhecida Erro de expressão: Palavra " imagem " não reconhecida Erro de expressão: Palavra " imagem " não reconhecida Erro de expressão: Palavra " imagem " não reconhecida Erro de expressão: Palavra " imagem " não reconhecida Erro de expressão: Palavra " imagem " não reconhecida Erro de expressão: Palavra " imagem " não reconhecida Erro de expressão: Palavra " imagem " não reconhecida Erro de expressão: Palavra " imagem " não reconhecida Erro de expressão: Palavra " imagem " não reconhecida . Erro de expressão: Palavra " imagem " não reconhecida | Matriz Colonial de Santos Óleo sobre tela 40,7 x 60,3 cm                                                                   | --               |                | [ 15 ] |
| & Erro de expressão: Palavra " imagem " não reconhecida Erro de expressão: Palavra " imagem " não reconhecida Erro de expressão: Palavra " imagem " não reconhecida Erro de expressão: Palavra " imagem " não reconhecida Erro de expressão: Palavra " imagem " não reconhecida Erro de expressão: Palavra " imagem " não reconhecida Erro de expressão: Palavra " imagem " não reconhecida Erro de expressão: Palavra " imagem " não reconhecida Erro de expressão: Palavra " imagem " não reconhecida Erro de expressão: Palavra " imagem " não reconhecida Erro de expressão: Palavra " imagem " não reconhecida Erro de expressão: Palavra " imagem " não reconhecida Erro de expressão: Palavra " imagem " não reconhecida Erro de expressão: Palavra " imagem " não reconhecida Erro de expressão: Palavra " imagem " não reconhecida Erro de expressão: Palavra " imagem " não reconhecida . Erro de expressão: Palavra " imagem " não reconhecida | Moagem de Cana - Fazenda Cachoeira - Campinas, 1830 Óleo sobre tela 105 x 136 cm                                           | --               |                | [ 16 ] |
| & Erro de expressão: Palavra " imagem " não reconhecida Erro de expressão: Palavra " imagem " não reconhecida Erro de expressão: Palavra " imagem " não reconhecida Erro de expressão: Palavra " imagem " não reconhecida Erro de expressão: Palavra " imagem " não reconhecida Erro de expressão: Palavra " imagem " não reconhecida Erro de expressão: Palavra " imagem " não reconhecida Erro de expressão: Palavra " imagem " não reconhecida Erro de expressão: Palavra " imagem " não reconhecida Erro de expressão: Palavra " imagem " não reconhecida Erro de expressão: Palavra " imagem " não reconhecida Erro de expressão: Palavra " imagem " não reconhecida Erro de expressão: Palavra " imagem " não reconhecida Erro de expressão: Palavra " imagem " não reconhecida Erro de expressão: Palavra " imagem " não reconhecida Erro de expressão: Palavra " imagem " não reconhecida . Erro de expressão: Palavra " imagem " não reconhecida | Panorama de Santos, 1822 Óleo sobre tela 128 x 298 cm                                                                      | 1922             |                | [ 17 ] |
| & Erro de expressão: Palavra " imagem " não reconhecida Erro de expressão: Palavra " imagem " não reconhecida Erro de expressão: Palavra " imagem " não reconhecida Erro de expressão: Palavra " imagem " não reconhecida Erro de expressão: Palavra " imagem " não reconhecida Erro de expressão: Palavra " imagem " não reconhecida Erro de expressão: Palavra " imagem " não reconhecida Erro de expressão: Palavra " imagem " não reconhecida Erro de expressão: Palavra " imagem " não reconhecida Erro de expressão: Palavra " imagem " não reconhecida Erro de expressão: Palavra " imagem " não reconhecida Erro de expressão: Palavra " imagem " não reconhecida Erro de expressão: Palavra " imagem " não reconhecida Erro de expressão: Palavra " imagem " não reconhecida Erro de expressão: Palavra " imagem " não reconhecida Erro de expressão: Palavra " imagem " não reconhecida . Erro de expressão: Palavra " imagem " não reconhecida | Páteo Interno da cadeia de Santos, 1854 Óleo sobre tela 40,5 x 60,4 cm                                                     | --               |                | [ 18 ] |
| & Erro de expressão: Palavra " imagem " não reconhecida Erro de expressão: Palavra " imagem " não reconhecida Erro de expressão: Palavra " imagem " não reconhecida Erro de expressão: Palavra " imagem " não reconhecida Erro de expressão: Palavra " imagem " não reconhecida Erro de expressão: Palavra " imagem " não reconhecida Erro de expressão: Palavra " imagem " não reconhecida Erro de expressão: Palavra " imagem " não reconhecida Erro de expressão: Palavra " imagem " não reconhecida Erro de expressão: Palavra " imagem " não reconhecida Erro de expressão: Palavra " imagem " não reconhecida Erro de expressão: Palavra " imagem " não reconhecida Erro de expressão: Palavra " imagem " não reconhecida Erro de expressão: Palavra " imagem " não reconhecida Erro de expressão: Palavra " imagem " não reconhecida Erro de expressão: Palavra " imagem " não reconhecida . Erro de expressão: Palavra " imagem " não reconhecida | Pelourinho e arsenal da Marinha em Santos, 1850 Óleo sobre tela 40,4 x 60,3 cm                                             | --               |                | [ 19 ] |
| & Erro de expressão: Palavra " imagem " não reconhecida Erro de expressão: Palavra " imagem " não reconhecida Erro de expressão: Palavra " imagem " não reconhecida Erro de expressão: Palavra " imagem " não reconhecida Erro de expressão: Palavra " imagem " não reconhecida Erro de expressão: Palavra " imagem " não reconhecida Erro de expressão: Palavra " imagem " não reconhecida Erro de expressão: Palavra " imagem " não reconhecida Erro de expressão: Palavra " imagem " não reconhecida Erro de expressão: Palavra " imagem " não reconhecida Erro de expressão: Palavra " imagem " não reconhecida Erro de expressão: Palavra " imagem " não reconhecida Erro de expressão: Palavra " imagem " não reconhecida Erro de expressão: Palavra " imagem " não reconhecida Erro de expressão: Palavra " imagem " não reconhecida Erro de expressão: Palavra " imagem " não reconhecida . Erro de expressão: Palavra " imagem " não reconhecida | Retrato do Padre Bartolomeu Lourenço de Gusmão Óleo sobre tela 140 x 101 cm                                                | 1902             |                | [ 20 ] |
| & Erro de expressão: Palavra " imagem " não reconhecida Erro de expressão: Palavra " imagem " não reconhecida Erro de expressão: Palavra " imagem " não reconhecida Erro de expressão: Palavra " imagem " não reconhecida Erro de expressão: Palavra " imagem " não reconhecida Erro de expressão: Palavra " imagem " não reconhecida Erro de expressão: Palavra " imagem " não reconhecida Erro de expressão: Palavra " imagem " não reconhecida Erro de expressão: Palavra " imagem " não reconhecida Erro de expressão: Palavra " imagem " não reconhecida Erro de expressão: Palavra " imagem " não reconhecida Erro de expressão: Palavra " imagem " não reconhecida Erro de expressão: Palavra " imagem " não reconhecida Erro de expressão: Palavra " imagem " não reconhecida Erro de expressão: Palavra " imagem " não reconhecida Erro de expressão: Palavra " imagem " não reconhecida . Erro de expressão: Palavra " imagem " não reconhecida | Retrato do Padre José de Anchieta Óleo sobre tela 140,5 x 101 cm                                                           | 1902             |                | [ 21 ] |
| & Erro de expressão: Palavra " imagem " não reconhecida Erro de expressão: Palavra " imagem " não reconhecida Erro de expressão: Palavra " imagem " não reconhecida Erro de expressão: Palavra " imagem " não reconhecida Erro de expressão: Palavra " imagem " não reconhecida Erro de expressão: Palavra " imagem " não reconhecida Erro de expressão: Palavra " imagem " não reconhecida Erro de expressão: Palavra " imagem " não reconhecida Erro de expressão: Palavra " imagem " não reconhecida Erro de expressão: Palavra " imagem " não reconhecida Erro de expressão: Palavra " imagem " não reconhecida Erro de expressão: Palavra " imagem " não reconhecida Erro de expressão: Palavra " imagem " não reconhecida Erro de expressão: Palavra " imagem " não reconhecida Erro de expressão: Palavra " imagem " não reconhecida Erro de expressão: Palavra " imagem " não reconhecida . Erro de expressão: Palavra " imagem " não reconhecida | Rua da Constituição, 1862 (Rua Florêncio de Abreu) Óleo sobre tela 48,5 x 59 cm                                            | agosto de 1918   |                | [ 22 ] |
| & Erro de expressão: Palavra " imagem " não reconhecida Erro de expressão: Palavra " imagem " não reconhecida Erro de expressão: Palavra " imagem " não reconhecida Erro de expressão: Palavra " imagem " não reconhecida Erro de expressão: Palavra " imagem " não reconhecida Erro de expressão: Palavra " imagem " não reconhecida Erro de expressão: Palavra " imagem " não reconhecida Erro de expressão: Palavra " imagem " não reconhecida Erro de expressão: Palavra " imagem " não reconhecida Erro de expressão: Palavra " imagem " não reconhecida Erro de expressão: Palavra " imagem " não reconhecida Erro de expressão: Palavra " imagem " não reconhecida Erro de expressão: Palavra " imagem " não reconhecida Erro de expressão: Palavra " imagem " não reconhecida Erro de expressão: Palavra " imagem " não reconhecida Erro de expressão: Palavra " imagem " não reconhecida . Erro de expressão: Palavra " imagem " não reconhecida | Rua da Cruz Preta, 1858 (Quintino Bocaiuva) Óleo sobre tela 48 x 63,5 cm                                                   | novembro de 1918 |                | [ 22 ] |
| & Erro de expressão: Palavra " imagem " não reconhecida Erro de expressão: Palavra " imagem " não reconhecida Erro de expressão: Palavra " imagem " não reconhecida Erro de expressão: Palavra " imagem " não reconhecida Erro de expressão: Palavra " imagem " não reconhecida Erro de expressão: Palavra " imagem " não reconhecida Erro de expressão: Palavra " imagem " não reconhecida Erro de expressão: Palavra " imagem " não reconhecida Erro de expressão: Palavra " imagem " não reconhecida Erro de expressão: Palavra " imagem " não reconhecida Erro de expressão: Palavra " imagem " não reconhecida Erro de expressão: Palavra " imagem " não reconhecida Erro de expressão: Palavra " imagem " não reconhecida Erro de expressão: Palavra " imagem " não reconhecida Erro de expressão: Palavra " imagem " não reconhecida Erro de expressão: Palavra " imagem " não reconhecida . Erro de expressão: Palavra " imagem " não reconhecida | Rua da Quitanda, 1858 (Rua Alvares Penteado e São Bento) Óleo sobre tela 51 x 60,6 cm                                      | --               |                | [ 22 ] |
| & Erro de expressão: Palavra " imagem " não reconhecida Erro de expressão: Palavra " imagem " não reconhecida Erro de expressão: Palavra " imagem " não reconhecida Erro de expressão: Palavra " imagem " não reconhecida Erro de expressão: Palavra " imagem " não reconhecida Erro de expressão: Palavra " imagem " não reconhecida Erro de expressão: Palavra " imagem " não reconhecida Erro de expressão: Palavra " imagem " não reconhecida Erro de expressão: Palavra " imagem " não reconhecida Erro de expressão: Palavra " imagem " não reconhecida Erro de expressão: Palavra " imagem " não reconhecida Erro de expressão: Palavra " imagem " não reconhecida Erro de expressão: Palavra " imagem " não reconhecida Erro de expressão: Palavra " imagem " não reconhecida Erro de expressão: Palavra " imagem " não reconhecida Erro de expressão: Palavra " imagem " não reconhecida . Erro de expressão: Palavra " imagem " não reconhecida | Vista de Cubatão, 1826 Óleo sobre tela 81 x 120 cm                                                                         | 1922             |                | [ 23 ] |
| & Erro de expressão: Palavra " imagem " não reconhecida Erro de expressão: Palavra " imagem " não reconhecida Erro de expressão: Palavra " imagem " não reconhecida Erro de expressão: Palavra " imagem " não reconhecida Erro de expressão: Palavra " imagem " não reconhecida Erro de expressão: Palavra " imagem " não reconhecida Erro de expressão: Palavra " imagem " não reconhecida Erro de expressão: Palavra " imagem " não reconhecida Erro de expressão: Palavra " imagem " não reconhecida Erro de expressão: Palavra " imagem " não reconhecida Erro de expressão: Palavra " imagem " não reconhecida Erro de expressão: Palavra " imagem " não reconhecida Erro de expressão: Palavra " imagem " não reconhecida Erro de expressão: Palavra " imagem " não reconhecida Erro de expressão: Palavra " imagem " não reconhecida Erro de expressão: Palavra " imagem " não reconhecida . Erro de expressão: Palavra " imagem " não reconhecida | Paço Municipal, Fórum e Cadeia de São Paulo, 1862 Óleo sobre tela 49,3 x 64,3 cm                                           | --               |                | [ 24 ] |
| & Erro de expressão: Palavra " imagem " não reconhecida Erro de expressão: Palavra " imagem " não reconhecida Erro de expressão: Palavra " imagem " não reconhecida Erro de expressão: Palavra " imagem " não reconhecida Erro de expressão: Palavra " imagem " não reconhecida Erro de expressão: Palavra " imagem " não reconhecida Erro de expressão: Palavra " imagem " não reconhecida Erro de expressão: Palavra " imagem " não reconhecida Erro de expressão: Palavra " imagem " não reconhecida Erro de expressão: Palavra " imagem " não reconhecida Erro de expressão: Palavra " imagem " não reconhecida Erro de expressão: Palavra " imagem " não reconhecida Erro de expressão: Palavra " imagem " não reconhecida Erro de expressão: Palavra " imagem " não reconhecida Erro de expressão: Palavra " imagem " não reconhecida Erro de expressão: Palavra " imagem " não reconhecida . Erro de expressão: Palavra " imagem " não reconhecida | Convento de Itanhaém, 1884 Óleo sobre tela 24 x 33 cm                                                                      | --               |                | [ 25 ] |
| & Erro de expressão: Palavra " imagem " não reconhecida Erro de expressão: Palavra " imagem " não reconhecida Erro de expressão: Palavra " imagem " não reconhecida Erro de expressão: Palavra " imagem " não reconhecida Erro de expressão: Palavra " imagem " não reconhecida Erro de expressão: Palavra " imagem " não reconhecida Erro de expressão: Palavra " imagem " não reconhecida Erro de expressão: Palavra " imagem " não reconhecida Erro de expressão: Palavra " imagem " não reconhecida Erro de expressão: Palavra " imagem " não reconhecida Erro de expressão: Palavra " imagem " não reconhecida Erro de expressão: Palavra " imagem " não reconhecida Erro de expressão: Palavra " imagem " não reconhecida Erro de expressão: Palavra " imagem " não reconhecida Erro de expressão: Palavra " imagem " não reconhecida Erro de expressão: Palavra " imagem " não reconhecida . Erro de expressão: Palavra " imagem " não reconhecida | Domingos Jorge Velho Óleo sobre tela 140 x 99 cm                                                                           | 1903             |                | [ 26 ] |
| & Erro de expressão: Palavra " imagem " não reconhecida Erro de expressão: Palavra " imagem " não reconhecida Erro de expressão: Palavra " imagem " não reconhecida Erro de expressão: Palavra " imagem " não reconhecida Erro de expressão: Palavra " imagem " não reconhecida Erro de expressão: Palavra " imagem " não reconhecida Erro de expressão: Palavra " imagem " não reconhecida Erro de expressão: Palavra " imagem " não reconhecida Erro de expressão: Palavra " imagem " não reconhecida Erro de expressão: Palavra " imagem " não reconhecida Erro de expressão: Palavra " imagem " não reconhecida Erro de expressão: Palavra " imagem " não reconhecida Erro de expressão: Palavra " imagem " não reconhecida Erro de expressão: Palavra " imagem " não reconhecida Erro de expressão: Palavra " imagem " não reconhecida Erro de expressão: Palavra " imagem " não reconhecida . Erro de expressão: Palavra " imagem " não reconhecida | Estação da Luz, 1880 Óleo sobre tela 49,5 x 60,5 cm                                                                        | --               |                | [ 27 ] |
| & Erro de expressão: Palavra " imagem " não reconhecida Erro de expressão: Palavra " imagem " não reconhecida Erro de expressão: Palavra " imagem " não reconhecida Erro de expressão: Palavra " imagem " não reconhecida Erro de expressão: Palavra " imagem " não reconhecida Erro de expressão: Palavra " imagem " não reconhecida Erro de expressão: Palavra " imagem " não reconhecida Erro de expressão: Palavra " imagem " não reconhecida Erro de expressão: Palavra " imagem " não reconhecida Erro de expressão: Palavra " imagem " não reconhecida Erro de expressão: Palavra " imagem " não reconhecida Erro de expressão: Palavra " imagem " não reconhecida Erro de expressão: Palavra " imagem " não reconhecida Erro de expressão: Palavra " imagem " não reconhecida Erro de expressão: Palavra " imagem " não reconhecida Erro de expressão: Palavra " imagem " não reconhecida . Erro de expressão: Palavra " imagem " não reconhecida | Largo do Rosário em Santos, 1850 Óleo sobre tela 40,8 x 60,9 cm                                                            | --               |                | [ 28 ] |
| & Erro de expressão: Palavra " imagem " não reconhecida Erro de expressão: Palavra " imagem " não reconhecida Erro de expressão: Palavra " imagem " não reconhecida Erro de expressão: Palavra " imagem " não reconhecida Erro de expressão: Palavra " imagem " não reconhecida Erro de expressão: Palavra " imagem " não reconhecida Erro de expressão: Palavra " imagem " não reconhecida Erro de expressão: Palavra " imagem " não reconhecida Erro de expressão: Palavra " imagem " não reconhecida Erro de expressão: Palavra " imagem " não reconhecida Erro de expressão: Palavra " imagem " não reconhecida Erro de expressão: Palavra " imagem " não reconhecida Erro de expressão: Palavra " imagem " não reconhecida Erro de expressão: Palavra " imagem " não reconhecida Erro de expressão: Palavra " imagem " não reconhecida Erro de expressão: Palavra " imagem " não reconhecida . Erro de expressão: Palavra " imagem " não reconhecida | Retrato de Dom Pedro I Óleo sobre tela 141 x 100 cm                                                                        | 1902             |                | [ 29 ] |
| & Erro de expressão: Palavra " imagem " não reconhecida Erro de expressão: Palavra " imagem " não reconhecida Erro de expressão: Palavra " imagem " não reconhecida Erro de expressão: Palavra " imagem " não reconhecida Erro de expressão: Palavra " imagem " não reconhecida Erro de expressão: Palavra " imagem " não reconhecida Erro de expressão: Palavra " imagem " não reconhecida Erro de expressão: Palavra " imagem " não reconhecida Erro de expressão: Palavra " imagem " não reconhecida Erro de expressão: Palavra " imagem " não reconhecida Erro de expressão: Palavra " imagem " não reconhecida Erro de expressão: Palavra " imagem " não reconhecida Erro de expressão: Palavra " imagem " não reconhecida Erro de expressão: Palavra " imagem " não reconhecida Erro de expressão: Palavra " imagem " não reconhecida Erro de expressão: Palavra " imagem " não reconhecida . Erro de expressão: Palavra " imagem " não reconhecida | Retrato de José Bonifácio de Andrada e Silva Óleo sobre tela 140 x 100 cm                                                  | 1902             |                | [ 30 ] |
| & Erro de expressão: Palavra " imagem " não reconhecida Erro de expressão: Palavra " imagem " não reconhecida Erro de expressão: Palavra " imagem " não reconhecida Erro de expressão: Palavra " imagem " não reconhecida Erro de expressão: Palavra " imagem " não reconhecida Erro de expressão: Palavra " imagem " não reconhecida Erro de expressão: Palavra " imagem " não reconhecida Erro de expressão: Palavra " imagem " não reconhecida Erro de expressão: Palavra " imagem " não reconhecida Erro de expressão: Palavra " imagem " não reconhecida Erro de expressão: Palavra " imagem " não reconhecida Erro de expressão: Palavra " imagem " não reconhecida Erro de expressão: Palavra " imagem " não reconhecida Erro de expressão: Palavra " imagem " não reconhecida Erro de expressão: Palavra " imagem " não reconhecida Erro de expressão: Palavra " imagem " não reconhecida . Erro de expressão: Palavra " imagem " não reconhecida | Rua da Quitanda, 1858 Óleo sobre tela 50,4 x 60 cm                                                                         | --               |                | [ 22 ] |
| & Erro de expressão: Palavra " imagem " não reconhecida Erro de expressão: Palavra " imagem " não reconhecida Erro de expressão: Palavra " imagem " não reconhecida Erro de expressão: Palavra " imagem " não reconhecida Erro de expressão: Palavra " imagem " não reconhecida Erro de expressão: Palavra " imagem " não reconhecida Erro de expressão: Palavra " imagem " não reconhecida Erro de expressão: Palavra " imagem " não reconhecida Erro de expressão: Palavra " imagem " não reconhecida Erro de expressão: Palavra " imagem " não reconhecida Erro de expressão: Palavra " imagem " não reconhecida Erro de expressão: Palavra " imagem " não reconhecida Erro de expressão: Palavra " imagem " não reconhecida Erro de expressão: Palavra " imagem " não reconhecida Erro de expressão: Palavra " imagem " não reconhecida Erro de expressão: Palavra " imagem " não reconhecida . Erro de expressão: Palavra " imagem " não reconhecida | Sítio de São Jorge dos Erasmos Óleo sobre tela 36,3 x 65 cm                                                                | --               |                | [ 31 ] |